# Etheostoma akatulo
Etheostoma akatulo és una espècie de peix pertanyent a la família dels pèrcids.

## Descripció
- El mascle pot arribar a fer 4,8 cm de llargària màxima i la femella 4,5.
- 10-13 espines i 10-12 radis tous a l'aleta dorsal.
- Línia lateral normalment completa.
- Els mascles reproductors tenen completament pigmentats de blau intens la part inferior de la cara i del cap, l'opercle i el musell. A més, també tenen les aletes dorsal i anal de color gris fosc a negre i sense taques acarabassades als radis o pigment blau a les membranes.[4][5]

## Reproducció
Té lloc al maig i el juny enterrant els ous en petits espais sorrencs entre la grava.

## Hàbitat
És un peix d'aigua dolça, bentopelàgic i de clima subtropical, el qual viu sobre substrats de sorra i de grava fins als corrents moderats i lents i a una fondària de 10-50 cm.

## Distribució geogràfica
Es troba a Nord-amèrica: els Estats Units.

## Observacions
És inofensiu per als humans.